# Digimon Story: Cyber Sleuth Hacker's Memory
Digimon Story: Cyber Sleuth Hacker's Memory (デジモンストーリー サイバースルゥース ハッカーズメモリー, Dejimon Sutōrī Saibā Surwūsu Hakkāzu Memorī) é um jogo de RPG desenvolvido pela Media.Vision e publicado pela Bandai Namco Entertainment. É o sexto título da série Story lançado no ano de 2017, no Japão, para Playstation 4 e PS Vita. O jogo se passa em paralelo aos acontecimentos de Digimon Story: Cyber Sleuth e traz um novo protagonista chamado Keisuke Amazawa.

## Jogabilidade
Digimon Story: Cyber Sleuth Hacker's Memory é um jogo de RPG em terceira pessoa, onde o jogador assume o controle de Keisuke Amasawa, um domador de Digimon que pode comandar até três de seus companheiros na batalha contra outro Digimon. O jogador pode escolher entre Gotsumon, Betamon ou Tentomon como seus parceiros no início do jogo, com mais informações obtidas conforme a história avança.
O jogo possui 341 criaturas no total, incluindo todas as presentes na versão original de Digimon Story: Cyber Sleuth e 92 adicionais. Ele também contém muitas das áreas originais e mapas encontrados em seu antecessor, juntamente com novas adições.

## Enredo
Hacker's Memory ocorre no mesmo mundo de Digimon Story: Cyber Sleuth: uma versão futurística do Japão, onde uma forma avançada da Internet, conhecida como Cyberspace Eden, permite que os usuários entrem fisicamente em um mundo virtual. A história gira em torno de Keisuke Amazawa (天沢ケイスケ, Amazawa Keisuke), cuja conta do Eden é roubada em um ataque de phishing. Depois de ter sua identidade roubada, ele é acusado de um crime que não cometeu. Keisuke, então, torna-se um hacker e mergulha nas profundezas do Eden para encontrar o verdadeiro culpado. Ao longo do caminho, ele faz amizades com Digimons, formas de vida digital que habitam o mundo da informação.

## Desenvolvimento
Hacker's Memory foi anunciado pela primeira vez em uma edição de março da revista japonesa V Jump como uma história paralela ao primeiro jogo, e que seria lançado em algum momento de 2017 no Japão. A versão japonesa de Playstation 4 contará com o título anterior, que foi lançado para plataforma somente no ocidente. A Bandai Namco descreveu o jogo não como uma continuação, mas sim, como um "outro lado" da história que conta eventos que antecederam e ocorridos durante o jogo anterior a partir da perspectiva de um novo personagem. A nova aventura também reutiliza recursos do seu antecessor, incluindo mapas e Digimons, enquanto adiciona recursos próprios.
Uma versão em inglês europeu foi anunciado em 21 de março pela Bandai Namco no site oficial da empresa, a versão norte-americana foi revelada em 7 de abril no Twitter oficial da Bandai Namco US, para 2018. Assim como o anterior, a versão inglesa do PS Vita foi disponibilizada digitalmente a partir da Playstation Network, juntamente com as versões físicas e digitais do Playstation 4. Um teaser trailer foi lançado no Youtube no mesmo dia.